# Perro de Canaán
El Perro de Canaán es una raza de perro muy antigua del este mediterráneo, en el lugar del actual estado de Israel.

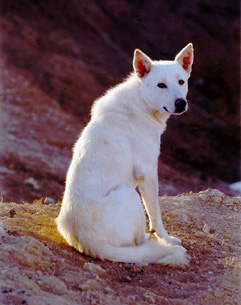
Perro de Canaán sentado.

## Descripción
Conocido en Israel como (hebreo: כלב כנעני, lit. perro cananeo, Kélev Kna'aní), es un típico perro cimarrón en apariencia.
Con un tamaño medio, con cabeza en forma de cuña, orejas erectas con una base ancha y puntas redondeadas.
La dr. Rudolphina Menzel, tras estudiar los perros cimarrones del desierto y sus variaciones y apariencias, los clasifica en cuatro tipos:
- Pesado: apariencia de perro pastor.
- Similar al Dingo.
- Similar al Border collie.
- Tipo lebrel.

En su estudio concluye que el perro de Canaán deriva del tercer tipo, similar al collie original (no al collie moderno).

### Pelo
La capa externa de su manto es densa, dura, de pelo recto y de longitud media, y la interna fina o profusa según temporada. El color varía del negro al crema y todos los tonos de marrón y rojo, con pequeñas manchas blancas o blanco con manchas de color. 

### Tamaño
Machos
- Altura: 50–60 cm
- Peso: 18–25 kg

Hembras
- Altura: 45–50 cm
- Peso: 16–19 kg

## Temperamento
Tienen un instinto de supervivencia muy fuerte, de forma que reaccionan muy rápidamente y desconfían de los extraños, alertando con ladridos a la mínima intrusión, lo que le hace un excelente perro guardián. Aunque defiende bien, no es agresivo y es muy bueno con los niños en la familia, aunque puede alarmarse con otros niños o defender a los conocidos cuando juegan con otros.
Son muy inteligentes y aprenden muy rápidamente, aunque se aburren con ejercicios repetitivos e ignoran órdenes si encuentran algo más interesante.

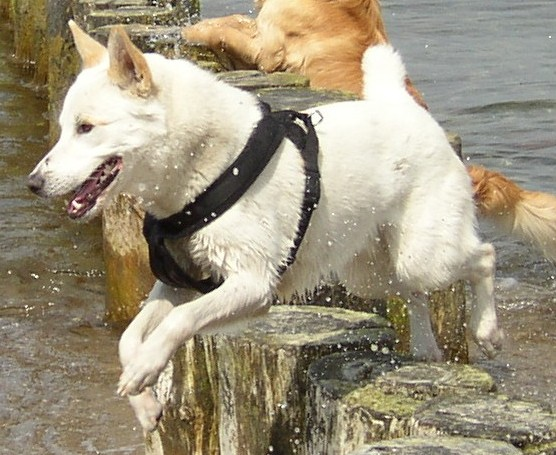
Perro de Canaán saltando.